# 久後明日美
久後明日美（日语：／ Kugo Asumi，1990年6月12日—），日本女子羽毛球運動員。奈良縣出生，畢業於奈良市立若草中学校、四天王寺高校，曾隸屬於瑞薩電子公司，現為山陰合同銀行羽毛球隊成員，隊員編號9號。

## 簡歷
2012年2月，久後明日美參加奧地利羽毛球國際挑戰賽，與橫山惠合作打進女雙四強。

## 主要比賽成績
只列出曾進入準決賽的國際賽事成績：
| 年份   | 賽事                     | 公開賽級別 | 項目     | 拍檔     | 成績   |
| ------ | ------------------------ | ---------- | -------- | -------- | ------ |
| 2011年 | 波蘭羽毛球國際賽         | 國際挑戰賽 | 女子雙打 | 伊東可奈 | 亞軍   |
| 2012年 | 奧地利羽毛球國際挑戰賽   | 國際挑戰賽 | 女子雙打 | 橫山惠   | 準決賽 |
| 2012年 | 新加坡羽毛球國際系列賽   | 國際系列賽 | 女子雙打 | 橫山惠   | 冠軍   |
| 2013年 | 馬來西亞羽毛球國際挑戰賽 | 國際挑戰賽 | 女子雙打 | 宮內唯   | 冠軍   |
| 2014年 | 大阪羽毛球國際挑戰賽     | 國際挑戰賽 | 女子雙打 | 宮內唯   | 亞軍   |
| 2016年 | 白夜羽毛球賽             | 國際挑戰賽 | 女子雙打 | 橫山惠   | 冠軍   |
| 2017年 | 奧爾良羽毛球國際挑戰賽   | 國際挑戰賽 | 女子雙打 | 橫山惠   | 冠軍   |
| 2017年 | 芬蘭羽毛球公開賽         | 國際挑戰賽 | 女子雙打 | 橫山惠   | 準決賽 |
| 2018年 | 芬蘭羽毛球公開賽         | 國際挑戰賽 | 女子雙打 | 橫山惠   | 冠軍   |
| 2018年 | 白夜羽毛球賽             | 國際挑戰賽 | 女子雙打 | 橫山惠   | 亞軍   |
| 2018年 | 秋田羽毛球大師賽         | 超級100賽  | 女子雙打 | 橫山惠   | 準決賽 |

| 2007-2017年 | 首要超級賽 | 超級賽 | 黃金大獎賽 | 大獎賽 | 國際挑戰賽 | 國際系列賽 | 未來系列賽 | 其他 |

| 2018-2026年 | 總決賽 | 超級1000賽 | 超級750賽 | 超級500賽 | 超級300賽 | 超級100賽 | 國際挑戰賽 | 國際系列賽 | 未來系列賽 | 其他 |